# 참치방어

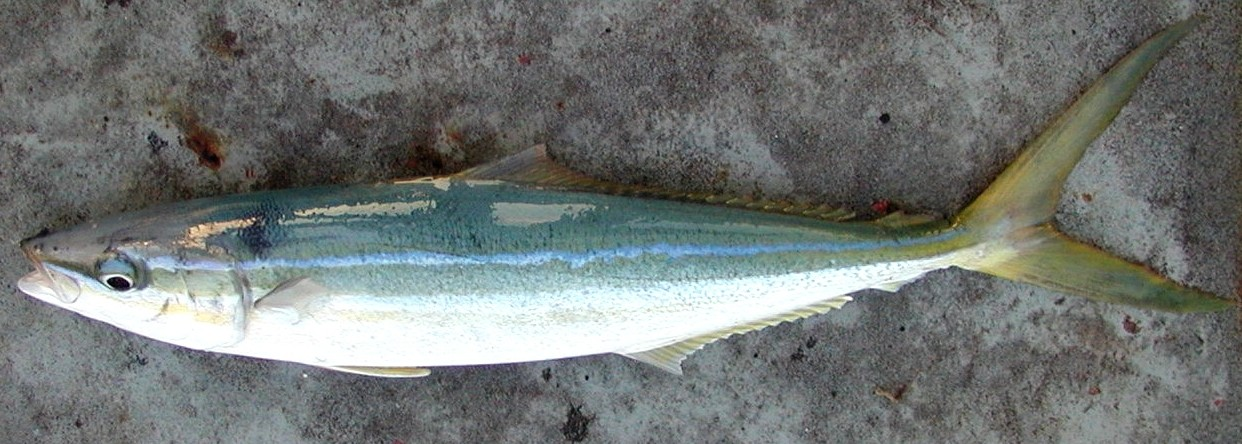

참치방어(rainbow runner, Elagatis bipinnulata, rainbow yellowtail, Spanish jack, Hawaiian salmon)는 해수대 바닷고기 전갱이과에 속하는 종이다. 이 종은 열대, 아열대 지역의 물에 분포해 있으며 해안, 바다 지역에 모두 서식한다.

## 개요
참치방어는 전갱이과의 30개 속 가운데 하나인 Elagatis 속의 유일한 종이다.
크기가 작은 다양한 물고기, 두족류, 새우, 게 등을 잡아먹는다.